# Benke Ferenc
Benke Ferenc (Alsó-Hahót, 1881. augusztus 14. – Pétfürdő, 1945. február 12.) vasutas mártír, székesfehérvári terménykereskedő.

## Életrajza
Benke Ferenc a Zala vármegyei Alsó-Hahóton született 1881. augusztus 14-én. Alig cseperedett fel, máris elkerült a szülői házból. Édesanyja, Benke Júlianna napszámosnő, nem iskoláztathatta. Tizenéves korában mindenesfiú, majd urasági inas egy grófi kastélyban. 1902 tavaszán besorozták. Miután a közös hadsereg 48. gyalogezredében leszolgálta a három évet, szakaszvezetői rangban lépett tartalékba. Ezt követően négy évig csendőrőrsvezető volt Tolnában. 29 éves korában megvált a csendőrségtől és felvételét kérte a Déli Vasútra. Ennek egyik feltétele az elemi iskola negyedik osztályának elvégzése volt. A nagykanizsai állami népiskola negyedik osztályában az 1909/10. iskolaévben tanított tárgyakból 1910. január 14-én tett magánvizsgát, jeles eredménnyel.

### A vonatkísérők bizalmija
1911. február 1-jén már ideiglenes minőségű vonatfékező a Déli Vasút egykori Budapest állomásán, a mai Déli Pályaudvaron. 1913 nyarán véglegesítették, és 800 korona évi fizetéssel kinevezték tehervonati kalauznak. Ezzel megteremtődött a családalapítás anyagi feltétele. Ősszel házasságot kötött Szántó Máriával, a Déli Vasút pedig Székesfehérvárra helyezte, ahol haláláig élt.
Benke Ferenc azokban az években került a Déli Vasútra, amikor e magánvasút öntudatos dolgozói az illegális vasutas szabadszervezet vezetésével kemény osztályküzdelmet folytattak gazdasági helyzetük javításáért és legális szakszervezetük engedélyezéséért. A lendületes küzdelem magával ragadta őt is. Megismerkedett a munkásmozgalom igazával, s a szocialista elme elkötelezett harcosa lett. A fehérvári vasúti csomópont különösen jó iskolának bizonyult, hiszen ennek dolgozói a század első két évtizedében kiemelkedő szerepet játszottak a szocialista vasutas mozgalomban és Székesfehérvár munkásmozgalmában is.
Az 1910-es évek derekától Benke Ferenc – mint a vonatkísérő személyzet bizalmija – ismert személyisége Székesfehérvárnak, s aktív szervezője a vasutasok háborúellenes megmozdulásainak. Közben tanult is: 1917 nyarán összevont magánvizsgát tett a polgári iskola első két osztályának anyagából. Emberi magatartását és mozgalmi munkáját értékelve 1918. február 19-én a „történelmi” SZDP székesfehérvári szervezetének vezetőségi tagja lett. 1918. október 31-én a József utcai Szüts-féle vendéglőben megjelenő déli vasúti tisztviselők s egyéb kinevezett dolgozók az ő kezdeményezésére csatlakoztak a Nemzeti Tanácshoz, s határozták el, hogy belépnek a szociáldemokrata pártba.

### Az első munkáshatalomért
Az őszirózsás forradalom győzelme biztosította a szervezkedési szabadságot, 1918. november 24-én legálisan is megalakulhatott a vasutas-szakszervezet, a Magyarországi Vasutasok Szövetsége. Azonnal megkezdődött a helyi szervezetek kiépítése is. A székesfehérvári szervezet alakuló gyűlésén – amelyen a fehérvári vasutasok minden kategóriája képviseltette magát – Benkét a szervezet pénztárosává választották. Majd küldöttként vett részt az országos szövetség 1919. január 6–7-i első budapesti kongresszusán.
Vasúti tevékenysége mellett – mint a Nemzeti Tanács Fejér megyei Bizottságának tagja – fáradhatatlanul járt a megye községeit és szervezte a falvak nincstelenjeit.
A Tanácsköztársaság kikiáltásáról értesülve, 1919. március 22-én a székesfehérvári Munkás- és Katonatanács Benke Ferencet közlekedési népbiztos-helyettesként a város vezetésére hivatott Forradalmi Tanácsba delegálta. Az április 7-i tanácsválasztáson a 80 tagú Székesfehérvári Munkás, Katona és Földműves Szegények Tanácsába választották. A városi tanács első ülésén az Intéző Bizottság és a megyei tanács tagja lett. Az első munkáshatalom idején dolgozott a tanács gazdasági osztályán; a városi művelődési bizottságban; szervezte a proletárállam védelmére felfegyverzett munkások frontra szállítását; szót emelt a város nyugalmának s forradalmi rendjének fenntartása érdekében; s a tanácskormány lemondásának napján is még azon fáradozott, hogy kocsit biztosítson a nincstelenek fájának behordásához.

### Hűség a mozgalomhoz
Az ellenforradalom győzelme után a székesfehérvári királyi törvényszék – mint büntető bíróság – a gyorsított bűnvádi eljárás alapján megtartott főtárgyaláson kétévi fegyházra (mint főbüntetésre), továbbá 5 évi hivatalvesztésre és politikai jogai gyakorlásának ugyanolyan tartalmú felfüggesztésére, mint mellékbüntetésre ítélte. 
Indoklás: Benke Ferenc a kommün alatt mint közlekedési megbízott a szegényeknek díjtalanul biztosított fuvarozáshoz bérkocsikat, s a vasutasok május 20-i gyűlésén a társadalmi osztályok ellen izgatott azzal a kijelentésével: „menjünk magunkat lajstromoztatni”. 
1920. november 5-én a székesfehérvári törvényszék – miután büntetéséből már egy évet és hat hónapot letöltött a székesfehérvári fogházban – kegyelemre ajánlotta.
A vasúthoz nem kerülhetett vissza, mert az ítélet alapján a Déli Vasút törölte a létszámából. 1931-ig gabonaügynök, egy budapesti terménykereskedő alkalmazottja. 1932-ben iparigazolványt kapott: Székesfehérvár területén mezőgazdasági termékekkel és takarmányfélékkel kereskedhetett. 

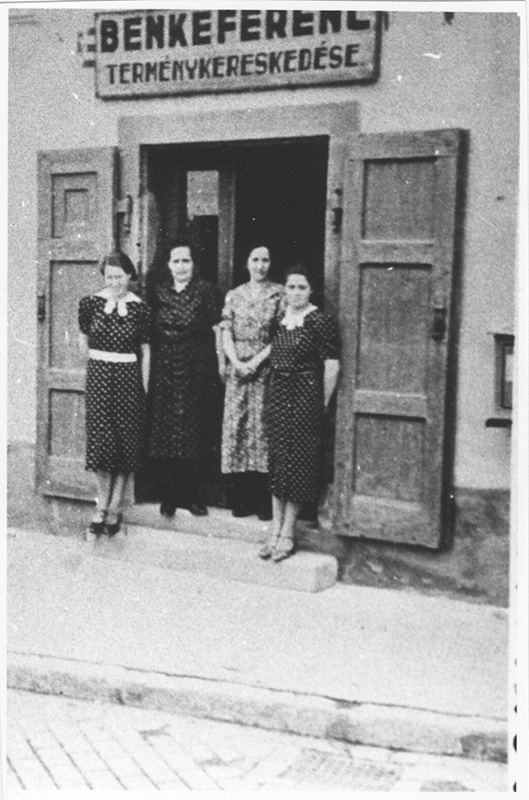
Benke Ferenc Terménykereskedése 1932-ben. Az üzlet a Palotai út 15. szám alatt volt

#### A Széchenyi úti vasúti aluljáró
A munkásmozgalommal azonban nem szakadtak meg a kapcsolatai, dolgozott a szociáldemokrata pártban és volt kapcsolata a vasúton maradt dolgozókkal is. A korai negyvenes évekbeli tevékenysége még feltárásra vár, de minden bizonnyal szerepe volt abban, hogy 1944 decemberében a város lakói nem engedelmeskedtek a kiürítési rendeletnek, hogy a vasutasok megakadályozták a vasútállomás Széchenyi utcai aluljárójának felrobbantását.

### Székesfehérvár felszabadulása
1944. december 23-án a szovjet 7. gépesített hadtest és a 31. gárdahadtest egyesített erői áttörték a német 23. páncéloshadosztály állásait és felszabadították Székesfehérvárt. Benke Ferenc és társai: Görhely István, Kling János, dr. Koch László, Kovács Sándor, Májer János, Móder József, Pelcz Jenő, Promper Ferenc, dr. Szirbik Ferenc, Turner Miklós, Virágh János és mások azonnal hozzákezdtek az új élet megindításához. Megalakították a MKP székesfehérvári szervezetét. A pártszervezet elnöke, az őszhajú, de még mindig fiatalos mozgású veterán, Benke Ferenc lett, titkára pedig az oroszul is beszélő, a nyilasok elől októberben Kecskemétről Fehérvárra menekülő angol szakos középiskolai tanár, dr. Szirbik Ferenc. A front még a város határában állt, német messzehordó ütegek lőtték a várost, mialatt a pártszervezet hozzálátott az élet normalizálásához.
1945. január 3-ára a pártszervezet nagygyűlést hívott egybe az Alba Moziba. Benke Ferenc hatásos elnöki megnyitója után Vas Zoltán, az ideiglenes Nemzetgyűlés képviselője ismertette a debreceni ideiglenes kormány programját, s hívott harcba a szabad, független, demokratikus Magyarország megteremtéséért.
A pártszervezet munkájának eredményeként megjelent a felszabadult város újsága, a Fehérvári Hírek. A lap tudósította a város javuló közegészségügyéről, közellátásáról és beszámolt az újjáépítés első eredményeiről, így a vasútállomás éledéséről, a vasúti forgalom megindításáról, a gázgyár helyreállítási munkálatairól.

### A fasiszták kezébe került
1945. január 19-én röplap adta hírül Pest felszabadulását, a szovjet parancsnokság viszont arról értesítette a fehérvári pártvezetőséget, hogy a Budán bekerített német egységek kiszabadítása érdekében indított erős német ellentámadás következtében kénytelenek kivonulni Székesfehérvárról. A vezetőség egyes tagjai a városban maradtak, mások elhagyták azt. Miután január 22-én a német csapatok átmenetileg visszafoglalták a várost, többen illegálisan visszatértek, hogy segítsék annak végleges felszabadulását. Köztük volt Benke Ferenc is. A harcoló német katonai alakulatok nyomában a városba érkezett a Szálasi-rezsim több exponense és megkezdte véres tevékenységét a nyilas Számonkérő Szék. A vezetőségi tagok többsége a fasiszták kezébe került. Benke Ferenccel életüket adták Székesfehérvár felszabadításáért.
Nyughelye mai napig ismeretlen.

### Emlékezete
Székesfehérváron először lakótelepet majd utcát neveztek el Benke Ferencről, amely ma a Sarló utca nevet viseli. Sírja a Sóstói római katolikus temetőben található, nyughelye valószínűleg Pétfürdőn. Korábban három emléktáblája is volt Székesfehérvárott (amelyek felújítások után már sajnos nem kerültek vissza), de eszerint hiába tett oly sok mindent a városért, már csak a – többször áthelyezett – Nyitott könyv emlékmű  őrzi a nevét.